# Osztrák labdarúgó-bajnokság (másodosztály)
A Red Zac Erste Liga a második legmagasabb hivatásos divízió az osztrák labdarúgásban. 10 csapatos, és ugyanazon a módon működik, mint a T-Mobile Bundesliga. A liga bajnoka feljut a Bundesligába, és az utolsó három helyezett csapat kiesik a regionális ligákba. A bajnokság jelenleg Red Zac Erste Liga néven ismert, a szponzor az európai elektronikai kiskereskedő Euronics cég.
A három regionális liga bajnoka feljut az Erste Ligába, míg három csapat az Erste Ligából kiesik a Regionalligákba.

## A 2025-26-os szezon klubjai
A következő 16 csapat versenyez a 2025-26-os szezonban:
- Admira Wacker
- SKU Ertl Glas Amstetten
- Austria Lustenau
- Austria Salzburg
- Young Violets Austria Wien
- Bregenz
- First Vienna
- Floridsdorfer
- Kapfenberger
- Liefering
- Hertha Wels
- Rapid Wien II
- Guntamatic Ried
- Sturm Graz II
- St. Pölten
- Stripfing

## Bajnokok
| - 1974–75: Grazer AK - 1975–76: First Vienna FC - 1976–77: Wiener Sport-Club - 1977–78: SV Austria Salzburg - 1978–79: Linzer ASK - 1979–80: SC Eisenstadt - 1980–81: FC Wacker Innsbruck - 1981–82: Austria Klagenfurt - 1982–83: SV Sankt Veit - 1983–84: SV Spittal/Drau - 1984–85: Salzburger AK 1914 - 1985–86: Wiener Sport-Club - 1986–87: SV Austria Salzburg - 1987–88: Kremser SC - 1988–89: Kremser SC - 1989–90: SV Spittal/Drau | - 1990–91: VfB Mödling - 1991–92: Linzer ASK - 1992–93: Grazer AK - 1993–94: Linzer ASK - 1994–95: Grazer AK - 1995–96: FC Linz - 1996–97: SC Austria Lustenau - 1997–98: SK Vorwärts Steyr - 1998–99: Schwarz-Weiß Bregenz - 1999–00: VfB Admira Wacker Mödling - 2000–01: FC Kärnten - 2001–02: ASKÖ Pasching - 2002–03: SV Mattersburg - 2003–04: FC Wacker Tirol - 2004–05: Ried - 2005–06: Rheindorf Altach | - 2006–07: LASK Linz - 2007–08: Kapfenberger - 2008–09: Wiener Neustadt - 2009–10: Wacker Insbruk - 2010–11: Admira Wacker Mödling - 2011–12: Wolfsberger AC - 2012–13: Grödig - 2013–14: Rheindorf Altach - 2014–15: SV Mattersburg - 2015–16: SKN St. Pölten - 2016–17: LASK Linz - 2017–18: Wacker Insbruk - 2018–19: WSG Swarovski Tirol - 2019–20: Ried - 2020–21: Blau-Weiß Linz - 2021–22: Austria Lustenau | - 2022–23: Blau-Weiß Linz - 2023–24: Grazer AK - 2024–25: Ried |

## Statisztika

### Legsikeresebb csapatok
| Klub                            | Bajnoki címek | Győztes évek                                |
| ------------------------------- | ------------- | ------------------------------------------- |
| LASK                            | 5             | 1978–79, 1991–92, 1993–94, 2006–07, 2016–17 |
| Grazer AK                       | 4             | 1974–75, 1992–93, 1994–95, 2023–24          |
| FC Wacker Innsbruck (2002)      | 3             | 2003–04, 2009–10, 2017–18                   |
| SV Ried                         | 3             | 2004–05, 2019–20, 2024–25                   |
| Wiener Sport-Club               | 2             | 1976–77, 1985–86                            |
| Austria Salzburg                | 2             | 1977–78, 1986–87                            |
| Kremser SC                      | 2             | 1987–88, 1988–89                            |
| SV Spittal/Drau                 | 2             | 1983–84, 1989–90                            |
| Austria Klagenfurt / FC Kärnten | 2             | 1981–82, 2000–01                            |
| FC Admira Wacker Mödling        | 2             | 1999–00, 2010–11                            |
| SC Rheindorf Altach             | 2             | 2005–06, 2013–14                            |
| SV Mattersburg                  | 2             | 2002–03, 2014–15                            |
| SC Austria Lustenau             | 2             | 1996–97, 2021-22                            |
| FC Blau-Weiß Linz               | 2             | 2020–21, 2022–23                            |
| First Vienna                    | 1             | 1975–76                                     |
| SC Eisenstadt                   | 1             | 1979–80                                     |
| FC Wacker Innsbruck             | 1             | 1980–81                                     |
| SV Sankt Veit                   | 1             | 1982–83                                     |
| Salzburger AK 1914              | 1             | 1984–85                                     |
| VfB Mödling                     | 1             | 1990–91                                     |
| FC Linz                         | 1             | 1995–96                                     |
| SK Vorwärts Steyr               | 1             | 1997–98                                     |
| Schwarz-Weiß Bregenz            | 1             | 1998–99                                     |
| ASKÖ Pasching                   | 1             | 2001–02                                     |
| Kapfenberger SV                 | 1             | 2007–08                                     |
| SC Wiener Neustadt              | 1             | 2008–09                                     |
| WAC                             | 1             | 2011–12                                     |
| Grödig                          | 1             | 2012–13                                     |
| SKN St. Pölten                  | 1             | 2015–16                                     |
| WSG Swarovski Tirol             | 1             | 2018–19                                     |